# Synema papuanellum
Synema papuanellum es una especie de araña cangrejo del género Synema, familia Thomisidae, orden Araneae.

## Distribución
Esta especie se encuentra en Nueva Guinea.

## Taxonomía
Fue descrita por Strand en 1913.
Tratamiento taxonómico
La especie aparece registrada y publicada en Neue indoaustralische und polynesische Spinnen des Senckenbergischen Museums. Archiv für Naturgeschichte 79(A6): 113–123.